# Carex alligata
Carex alligata är en halvgräsart som beskrevs av Francis M.B. Boott. Carex alligata ingår i släktet starrar, och familjen halvgräs.
Artens utbredningsområde är Hawaii. Inga underarter finns listade i Catalogue of Life.

## Bildgalleri

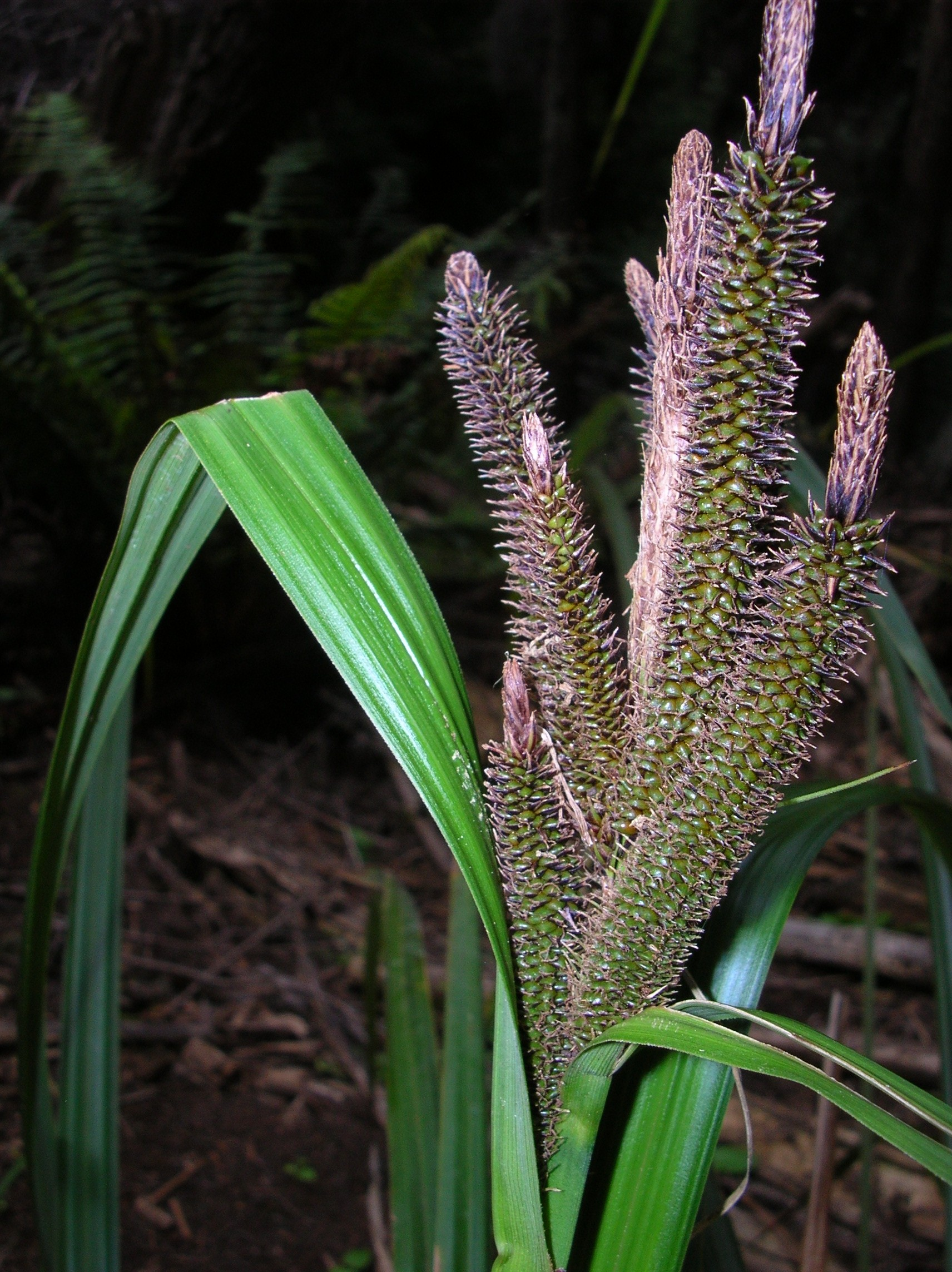
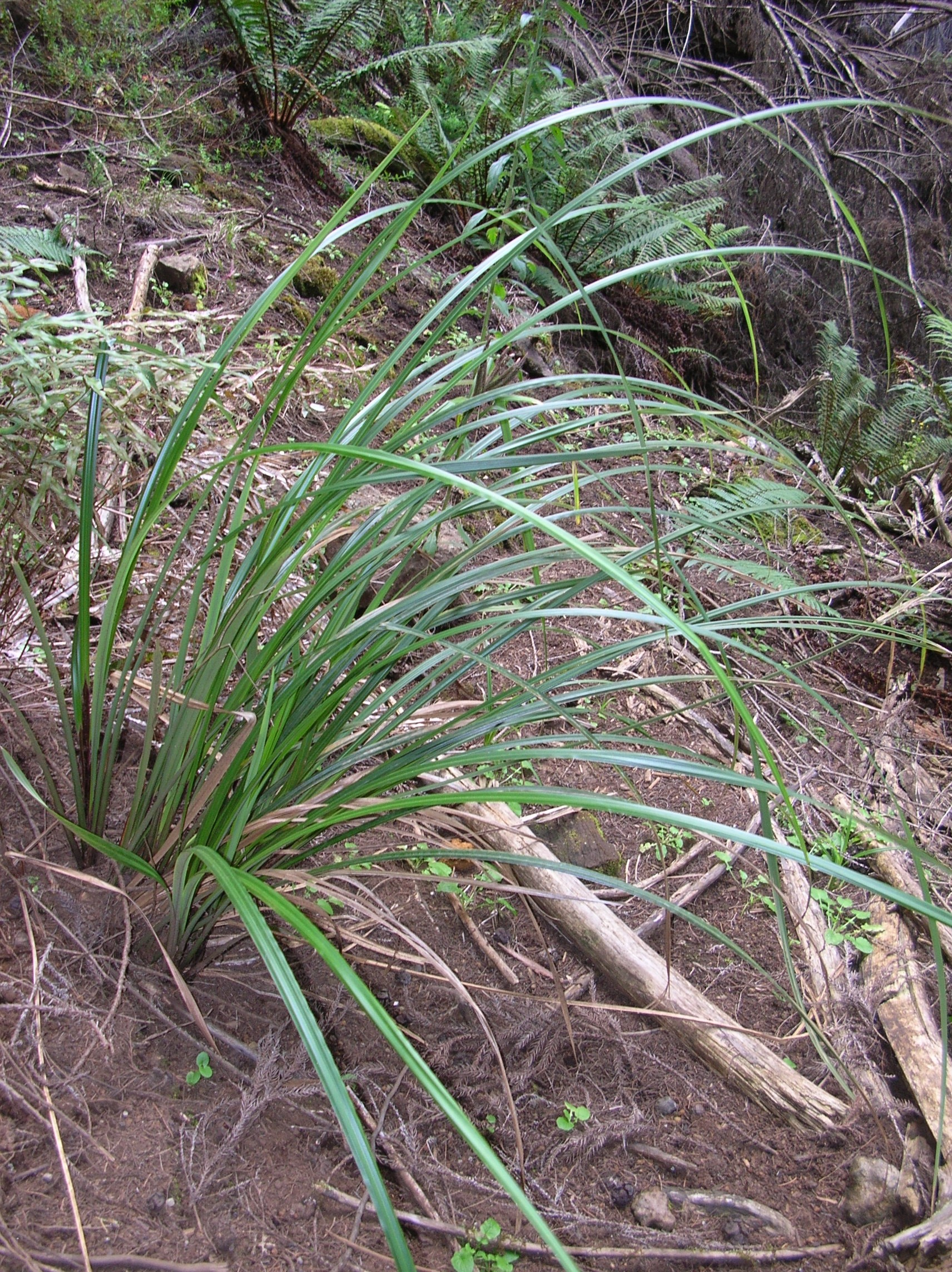
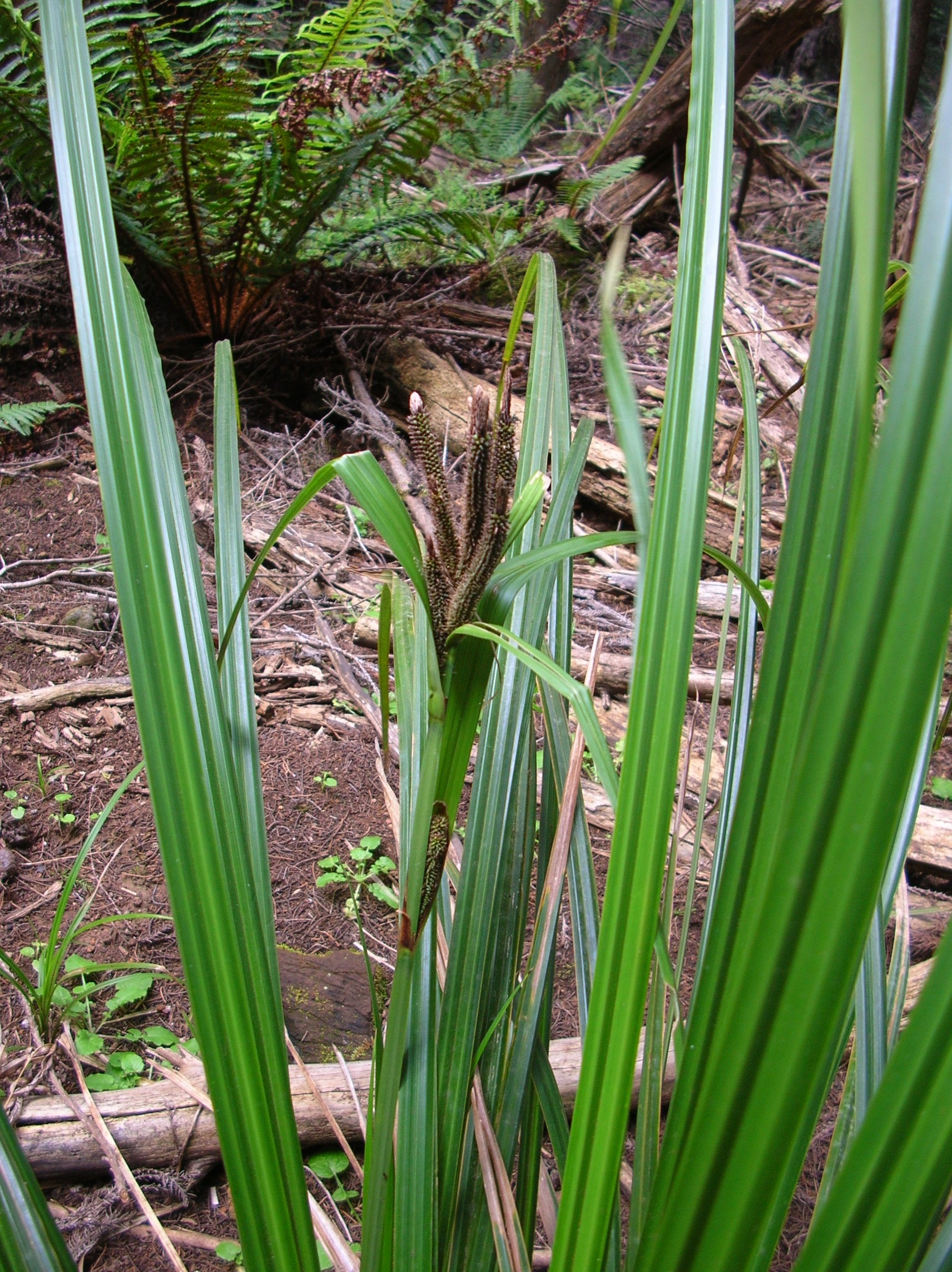
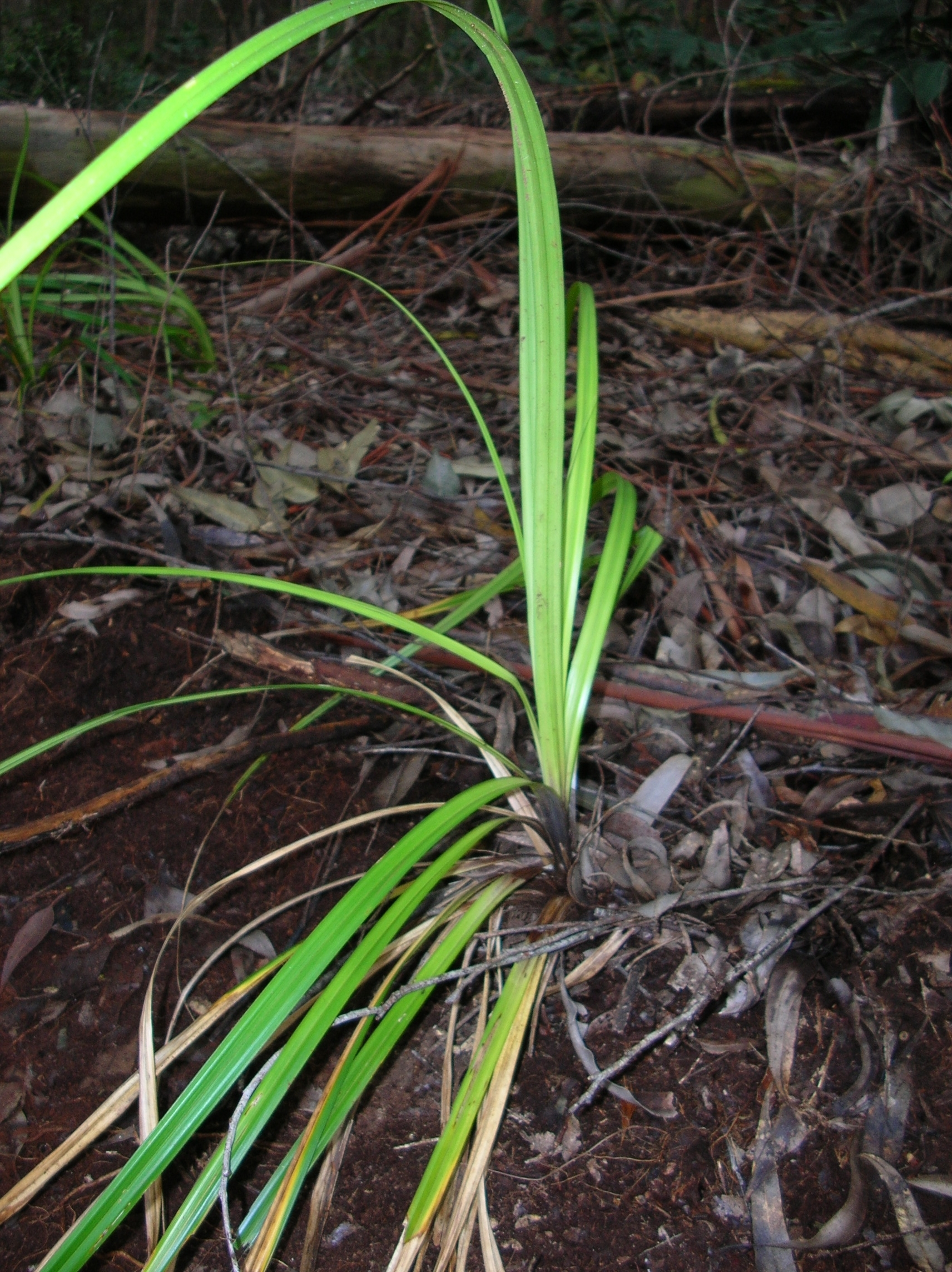
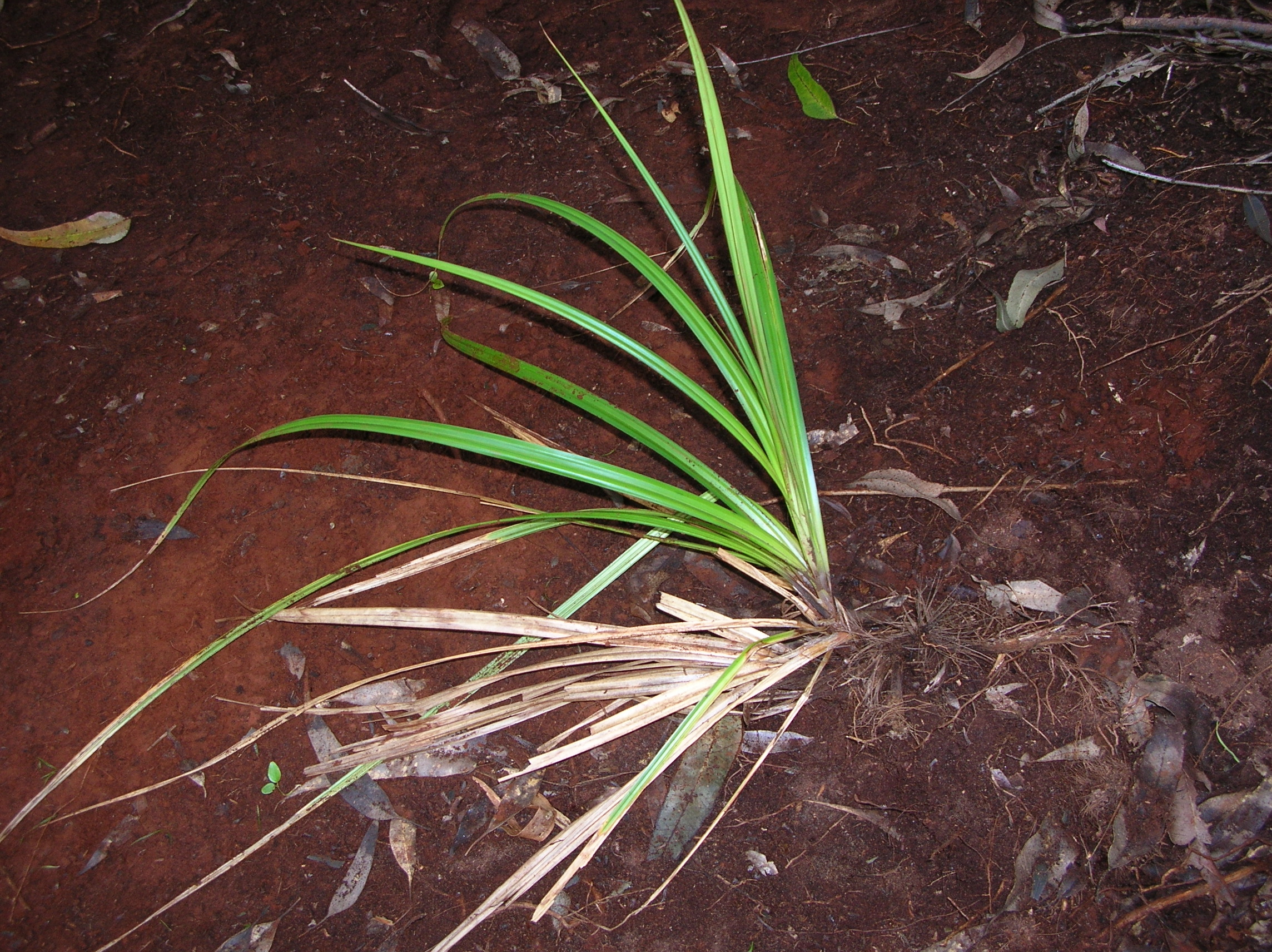